# Skiff A masculin aux Jeux paralympiques d'été de 2008
Navigation
Londres 2012
L'épreuve du skiff A masculin aux Jeux paralympiques d'été de 2008 se déroulent du 9 au 11 septembre 2008 au parc aquatique olympique de Shunyi, en Chine.

## Organisation

### Programme
| Date         | Heure   | Tour        |
| ------------ | ------- | ----------- |
| 9 septembre  | 15 h 40 | Série 1     |
| 9 septembre  | 16 h 00 | Série 2     |
| 10 septembre | 15 h 40 | Repêchage 1 |
| 10 septembre | 16 h 00 | Repêchage 2 |
| 11 septembre | 15 h 20 | Finale B    |
| 11 septembre | 16 h 40 | Finale A    |

### Classification
Cette épreuve est disputée uniquement avec des rameurs handisports de type A. Ce sont des athlètes qui ne peuvent se servir ni de leurs jambes, ni de leur tronc, uniquement de leurs bras et épaules.

## Médaillées
| Or              | Argent                   | Bronze         |
| Tom Aggar (GBR) | Oleksandr Petrenko (UKR) | Eli Nawi (ISR) |

## Résultats détaillés

### Séries
| Rang | Couloir | Rameur             | Pays       | Temps         | Notes |
| ---- | ------- | ------------------ | ---------- | ------------- | ----- |
| 1    |         | Oleksandr Petrenko | Ukraine    | 5 min 17 s 36 | QA    |
| 2    |         | Tan Yeteng         | Chine      | 5 min 33 s 06 | R     |
| 3    |         | Simone Miramonti   | Italie     | 5 min 44 s 14 | R     |
| 4    |         | Ronald Harvey      | États-Unis | 5 min 47 s 55 | R     |
| 5    |         | Tibor Serenyi      | Hongrie    | 5 min 49 s 69 | R     |
| 6    |         | Steve Daniel       | Canada     | 6 min 11 s 64 | R     |

| Rang | Couloir | Rameur            | Pays            | Temps         | Notes |
| ---- | ------- | ----------------- | --------------- | ------------- | ----- |
| 1    |         | Tom Aggar         | Grande-Bretagne | 5 min 12 s 25 | QA    |
| 2    |         | Eli Nawi          | Israël          | 5 min 25 s 06 | R     |
| 3    |         | Patrick Laureau   | France          | 5 min 33 s 39 | R     |
| 4    |         | Dominic Monypenny | Australie       | 5 min 38 s 29 | R     |
| 5    |         | Antony Bonfim     | Brésil          | 5 min 55 s 07 | R     |
| 6    |         | Juan Pablo Barcia | Espagne         | 6 min 13 s 69 | R     |

### Repêchages
| Rang | Couloir | Rameur          | Pays       | Temps         | Notes |
| ---- | ------- | --------------- | ---------- | ------------- | ----- |
| 1    |         | Tan Yeteng      | Chine      | 5 min 45 s 79 | QA    |
| 2    |         | Ronald Harvey   | États-Unis | 5 min 50 s 51 | QA    |
| 3    |         | Patrick Laureau | France     | 6 min 3 s 75  | QB    |
| 4    |         | Steve Daniel    | Canada     | 6 min 9 s 37  | QB    |
| 5    |         | Antony Bonfim   | Brésil     | 6 min 21 s 27 | QB    |

| Rang | Couloir | Rameur            | Pays      | Temps         | Notes |
| ---- | ------- | ----------------- | --------- | ------------- | ----- |
| 1    |         | Eli Nawi          | Israël    | 5 min 49 s 30 | QA    |
| 2    |         | Dominic Monypenny | Australie | 6 min 2 s 45  | QA    |
| 3    |         | Simone Miramonti  | Italie    | 6 min 7 s 65  | QB    |
| 4    |         | Tibor Serenyi     | Hongrie   | 6 min 8 s 89  | QB    |
| 5    |         | Juan Pablo Barcia | Espagne   | 6 min 25 s 87 | QB    |

### Finales
| Rang                                   | Couloir | Rameur             | Pays            | Temps         | Notes |
| -------------------------------------- | ------- | ------------------ | --------------- | ------------- | ----- |
| Médaille d'or, Jeux paralympiques      |         | Tom Aggar          | Grande-Bretagne | 5 min 22 s 09 | PB    |
| Médaille d'argent, Jeux paralympiques  |         | Oleksandr Petrenko | Ukraine         | 5 min 26 s 03 |       |
| Médaille de bronze, Jeux paralympiques |         | Eli Nawi           | Israël          | 5 min 39 s 11 |       |
| 4                                      |         | Tan Yeteng         | Chine           | 5 min 42 s 25 |       |
| 5                                      |         | Ronald Harvey      | États-Unis      | 5 min 46 s 32 |       |
| 6                                      |         | Dominic Monypenny  | Australie       | 5 min 59 s 92 |       |

| Rang | Couloir | Rameur            | Pays    | Temps         | Notes |
| ---- | ------- | ----------------- | ------- | ------------- | ----- |
| 1    |         | Patrick Laureau   | France  | 5 min 44 s 29 |       |
| 2    |         | Simone Miramonti  | Italie  | 5 min 45 s 86 |       |
| 3    |         | Antony Bonfim     | Brésil  | 5 min 53 s 23 |       |
| 4    |         | Tibor Serenyi     | Hongrie | 5 min 53 s 84 |       |
| 5    |         | Steve Daniel      | Canada  | 5 min 56 s 48 |       |
| 6    |         | Juan Pablo Barcia | Espagne | 6 min 15 s 29 |       |